# Jimi Jamison
Jimi Jamison (Durant, 23 augustus 1951 – Raleigh (Mississippi), 31 augustus 2014) was een Amerikaans zanger.

## Levensloop en carrière
Jamison begon met muziek in een schoolband in de jaren 60. Hij werd lid van de band Cobra en na het succes van Eye of the Tiger werd hij lid van Survivor. Hij was de leadzanger van hits als The Search is Over en Burning Heart. In 1991 zong hij de soundtrack van Baywatch in met het nummer I'm Always Here.
In 2005 maakte hij een plaat met tiener Whitney Wolalin ("It takes two"), in 2008 kwam zijn album "Crossroads Moments" uit en in 2011 het album "Kimball/Jamison" samen met Bobby Kimball. Hij zong ook mee op de achtergrond bij platenopnames bij onder meer Krokus , Jeff Healey Band en ZZ Top.
Jamison stond bekend om zijn bijdragen aan goede doelen. Hij steunde het jaarlijks Rock Christmas Fund, St. Jude Children's Research Hospital en de Make-A-Wish Foundation.
Jamison overleed op 63-jarige leeftijd door een beroerte, ten gevolge van drugsgebruik en niet door een hartaanval, zoals eerder werd aangenomen. Hij werd begraven in Harmonia Cemetery in Newport, Mississippi.